# Olivier Messiaen
Olivier Messiaen (Avignon, 10. prosinca 1908. – Clichy-la-Garenne, 27. travnja 1992.), francuski skladatelj, orguljaš i glazbeni teoretičar, pijanist i pedagog.
Jedno je od najistaknutijih imena francuske glazbe 20. stoljeća. Dukasov učenik, bio je izvrstan orguljaš, pijanist te veoma ugledan nastavnik na Pariškom konzervatoriju, gdje su mnogobrojni mlađi suvremeni francuski skladatelji bili njegovi učenici, u koje treba ubrojiti i glazbenike iz mnogih drugih zemalja. Na poziv istaknuth inozemnih ustanova Messiaen često održavao ljetne tečajeve za kompoziciju. Jedinstven položaj toga umjetnika u francuskoj glazbi zasniva se na nekoliko komponenata, koje svojim stalnim međusobnim prepletanjem i utjecanjem stvaraju osebujnost Messiaenove fizionomije.
Messiaen je, kako često sam naglašava, uvjereni katolik, i svako njegovo djelo, tako bar on tvrdi, odaje više ili manje povezanost s vjerskim osjećajima i mišljenjem. U tom su pogledu karakteristični već i nazivi umjetnikovih skladbi. Ali osebujnost Messiaenova stava ide dalje. Unatoč mističkim naslovima, njegova djela često izazivaju dojam da im izvor nadahnuća nije u religioznim meditacijama; iz njihove ekstatičnosti kao da, mnogo uvjerljivije, govori čulnost, strastvenost usplamtjele ovozemne ljubavi. Neobičnost Messiaenova lika, pored malo prije navedene antinomije, temelji se na sredstvima kojima se služi. Uvjeren da je današnja europska ritmika neizrazita i zaostala, Messiaen upravlja posebnu pozornost njezinu obogaćenju; njegovi su ritmovi doista veoma gipki, raznovrsni i složeni, tako da, već sami za sebe uzeti, predstavljaju jedinstvenu poliritmičku pojavu u suvremenoj glazbi. No Messiaen je pomišljao i na obogaćenje melodije i harmonije. On je temeljito proučavao glazbu istočnih naroda, osobito Indije i Jave, te je izgradio čitav glazbeni sustav, primjenjujući u njemu dosljedno osebujne indijske moduse i ljestvice, a i vlastite, sasvim slobodno koncipirane.
Svoj glazbeni jezik izložio je u posebnoj raspravi (Technique de mon language musical, 2 sv., Pariz, 1944). Messiaen povjerava svoje misli često glasoviru i orguljama. Ali se služi i drugim sastavima, razmičući granice velikog orkestra do neobičnog raspona, što prije svega postiže uklapanjem egzotičnih glazbala i Martenotovih valova; time njegov orkestar dobiva neuobičajen kolorit i sjaj.

## Povezanost s prirodom i serijalno skladanje
Posebno mjesto među suvremenim skladateljima pripada Messiaenu i stoga što u više svojih djela traži povezanost s prirodom, pokušavajući oponašati glasove ptica, osobito egzotičnih, čime polučuje jedinstvene učinke i dojmove. U umjetnikovim vizijama svijeta i kozmosa ptice su nosioci simboličkih vrijednosti; one su - veli Messiaen - »naša čežnja za svijetom, zvijezdama, dugama i kliktavim vokalizacijama«. Iako ne ide u red izrazitih dodekafoničara i serijelnih skladatelja, Messiaen je bitno povezan uz razvoj serijalne faze u europskoj glazbi.

## Djela
U Messiaenove skladbe, od kojih su neke doista golema opsega, a često imaju i veoma zanimljiv predgovor koji otkriva širinu Messiaenove filozofske koncepcije života i svijeta, vjere i umjetnosti, ljubavi i zanosa, pripadaju klavirska djela Preludij (1929.), Dvadeset pogleda na dijete Isusa (1944, niz od dvadeset stavaka čija izvedba traje više od dva sata!), Cantéyodjayâ (1953.), Katalog ptica (1959.), Vizije amena za dva klavira (1943); mnogo skladbi za orgulje (zbirka u četiri sveska Slavna tijela, Rođenje Gospodinovo, 1935, Livre d'orgue, 1953), varijacije za violinu i klavir; orkestralna djela Zaboravljene žrtve, Uzašašće (četiri simfonijske meditacije), Turangalîla-simfonija (1949.), opsežna i strasna ljubavna poema u deset stavaka za velik i veoma bogat orkestar, osobito u skupini udaraljki (naziv Turangalila sastoji se iz dva dijela; oba potječu iz sanskrtskog jezika: turanga znači pokret, a lila ima više značenja: životna snaga, igra stvaranja, ritam), Chronochromie (tj. Boja vremena) za orkestar (1960.), Couleurs de la cité céleste za klavir, duhače i udaraljke (1964), Ptice se bude za klavir i orkestar (1953.), Egzotične ptice za klavir i komorni orkestar (1956), veoma značajan Kvartet za konac vremena za violinu, klarinet, violončelo i klavir (1940., izveden prvi put 1941. u jednom zarobljeničkom logoru u Šleziji, gdje je i nastao), Tri male liturgije o prisutnosti božjoj za celestu, vibrafon, marakas, kineske tanjuriće, tam-tam, klavir, Martenotove valove, gudački kvintet i ženski zbor (1944), Sept Haï-Kaï za klavir, ksilofon, marimbu, udaraljke i mali orkestar (196.3), Harawi, pjesma ljubavi i smrti (ciklus od dvanaest stavaka za sopran i klavir, u kojemu su iskorišteni elementi peruanskog folklora, 1945), Cinq Rechants za dvanaest glasova na indijske ritmove, s tekstom koji je često pisan u izmišljenom jeziku ili besmislenim slogovima kojima je svrha da pojačaju ekstazu čulnosti, oratorij La Transfiguration (1969), Des canyons aux étoiles za klavir i orkestar (1974).

## Vanjske poveznice
|  | Zajednički poslužitelj ima još gradiva o temi Olivier Messiaen |

- www.oliviermessiaen.org